# 佐藤裕子
佐藤 裕子（さとう ひろこ、1957年1月12日 - ）は、日本の元女子バレーボール選手。

## 来歴
広島県福山市出身。高校1年よりバレーボールを始める。松永高校を経て、1975年に実業団リーグの東洋紡守口（当時）に入部。
日本リーグ昇格後の1981年、第14回日本リーグでのチーム準優勝に大きく貢献し、敢闘賞とベスト6賞を獲得した。またチーム主将を2シーズン務めている。東洋紡監督の石川春樹は「冷静沈着で包容力がある、誰もが親しみを感じる」と評している。
1981年、全日本入りを果たし、ワールドカップに出場、銀メダル獲得に貢献した。

## 球歴
- 全日本代表 - 1981年
- 全日本代表としての主な国際大会出場歴
  - ワールドカップ - 1981年

## 受賞歴
- 1981年 - 第14回日本リーグ 敢闘賞、ベスト6
- 1982年 - 第15回日本リーグ ベスト6

## 所属チーム
- 松永高校
- 東洋紡守口/東洋紡（1975-1982年）